# Tarnowo (Łobez)
Tarnowo (deutsch Tarnow)  ist ein Dorf in der polnischen Woiwodschaft Westpommern. Es gehört zur Gmina Łobez (Stadt- und Landgemeinde Labes) im  Powiat Łobeski (Labser  Kreis).

## Geographische Lage
Das Dorf liegt in Hinterpommern, an der so genannten alten Rega, etwa 25 Kilometer südöstlich der Stadt Resko (Regenwalde), zehn Kilometer nordöstlich der Stadt Łobez (Labes) und 3 ½ Kilometer nordöstlich von Grabowo (Grabow).

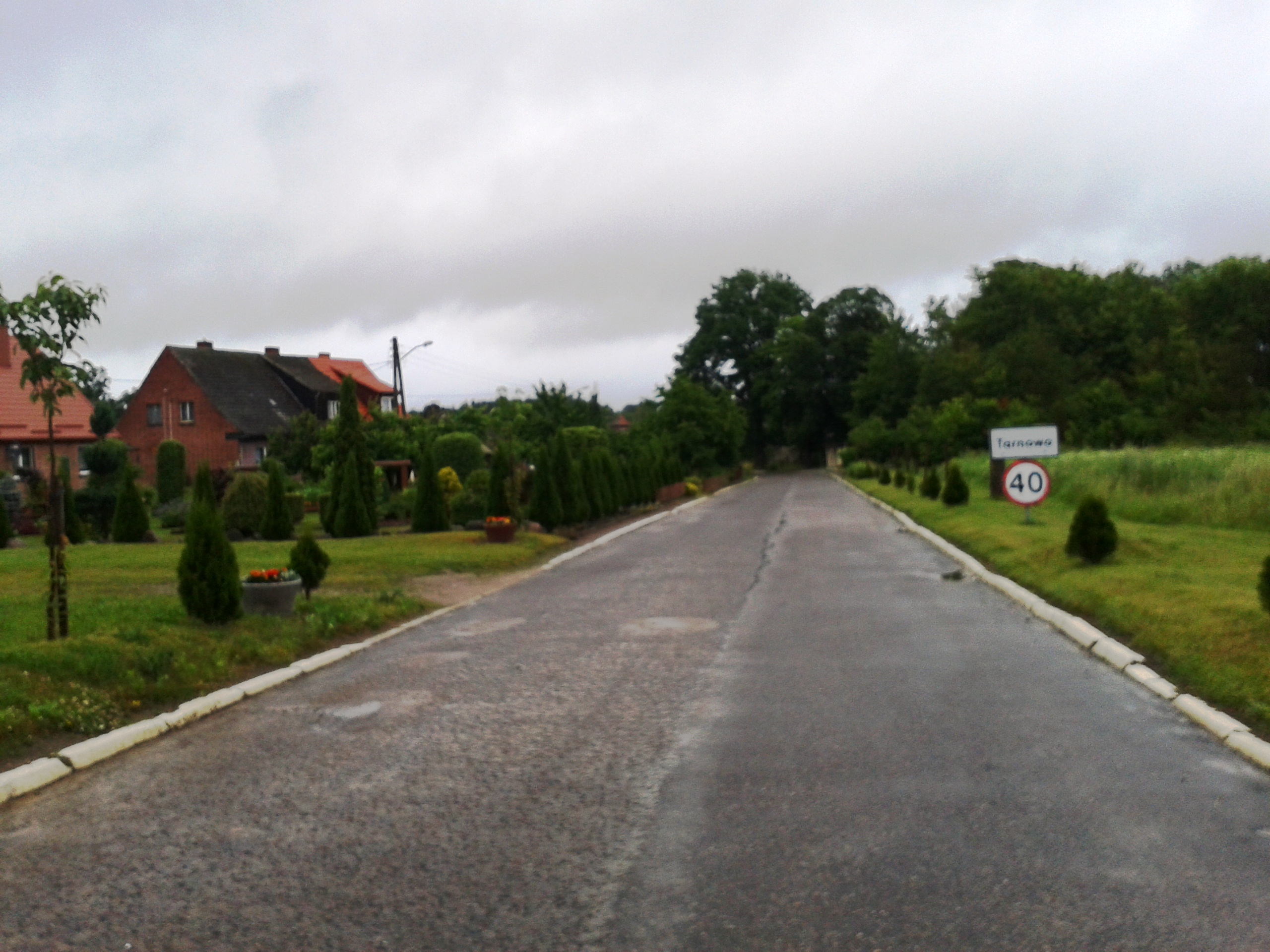
Dorfeingang

## Geschichte

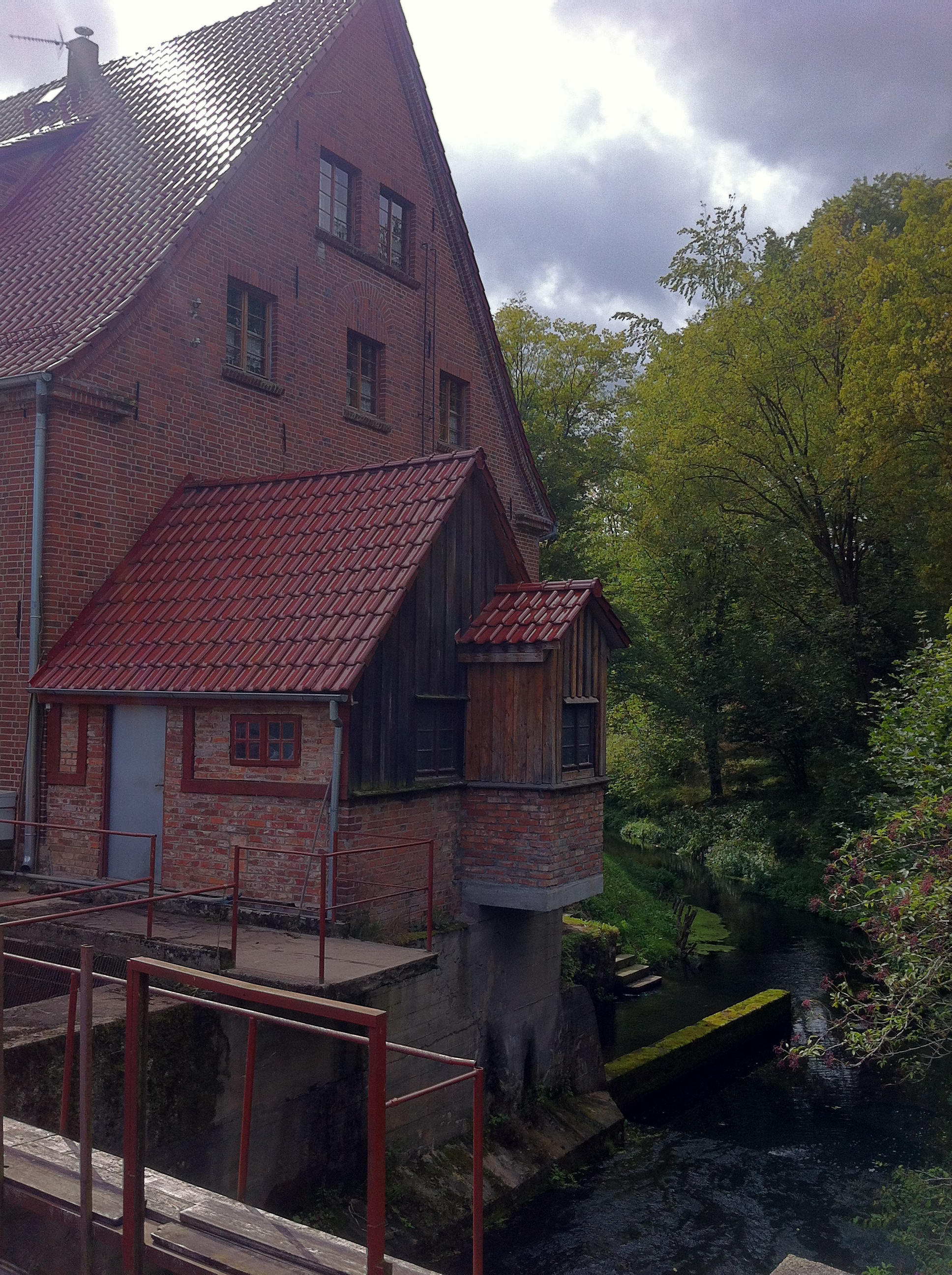
Wassermühle an der alten Rega

Das Dorf war ehemals ein altes pommersches Lehen der in Hinterpommern alteingeborenen Familie Borcke. Nachdem es 1738 in Konkurs gegangen war, kam es nacheinander an verschiedene Familien, bis es am 25. Februar 1775 allodifiziert wurde.
Im Jahr 1877 befand sich das Rittergut Tarnow im Besitz der Familie Maeder, die es auch noch 1896 besaß. Am 1. April 1927 betrug die Flächengröße des Guts Tarnow 420 Hektar, und am 16. Juni 1925 hatte der Gutsbezirk 100 Einwohner.
Am Anfang der 1930er Jahre hatte die Gemarkung der Landgemeinde Tarnow eine Flächengröße von 4,9 km², und im Gemeindegebiet standen zusammen zwölf bewohnte Wohnhäuser an zwei verschiedenen Wohnstätten:
1. Tarnow
2. Tarnower Mühle

Im Jahr 1945 gehörte Tarnow zum Landkreis Regenwalde im Regierungsbezirk Köslin der preußischen Provinz Pommern des Deutschen Reichs. Tarnow war dem Amtsbezirk Grabow zugeordnet.
Gegen Ende des Zweiten Weltkriegs wurde die Region im Frühjahr 1945 von der Roten Armee besetzt. Nach Beendigung der Kampfhandlungen wurde Tarnow zusammen mit ganz Hinterpommern seitens der sowjetischen Besatzungsmacht der Volksrepublik Polen zur Verwaltung überlassen. Danach begann die Zuwanderung von Polen. Der Ortsname wurde zu ‚Tarnowo‘ polonisiert. In der Folgezeit wurde die einheimische Bevölkerung von der polnischen Administration aus Tarnow und dem Kreisgebiet vertrieben.

### Demographie
| Jahr | Einwohner | Anmerkungen                                                                                                 |
| ---- | --------- | --- |
| 1782 | –         | adliges Dorf mit einem herrschaftlichen Ackerwerk, einer Wassermühle und sechs Feuerstellen (Haushaltungen) |
| 1818 | 81        | Dorf und Wassermühle, eingepfarrt in Grabow                                                                 |
| 1825 | 81        | Dorf |
| 1852 | 144       | Dorf |
| 1867 | 135       | am 3. Dezember, davon 50 im Dorf und 85 im Gutsbezirk                                                       |
| 1871 | 134       | am 1. Dezember, davon 38 im Dorf (sämtlich Evangelische) und 96 im Gutsbezirk (sämtlich Evangelische)       |
| 1910 | 121       | am 1. Dezember, davon 19 im Dorf und 102 im Gutsbezirk                                                      |
| 1925 | 125       | darunter 118 Evangelische und sieben Katholiken                                                             |
| 1933 | 116       | [ 11 ] |
| 1939 | 101       | [ 11 ] |